# Валмерод
Валмерод (њем. Wallmerod) општина је у њемачкој савезној држави Рајна-Палатинат. Једно је од 192 општинска средишта округа Вестервалд. Према процјени из 2010. у општини је живјело 1.314 становника. Посједује регионалну шифру (AGS) 7143304.

## Географски и демографски подаци
Валмерод се налази у савезној држави Рајна-Палатинат у округу Вестервалд. Општина се налази на надморској висини од 320 метара. Површина општине износи 2,7 km². У самом мјесту је, према процјени из 2010. године, живјело 1.314 становника. Просјечна густина становништва износи 494 становника/km².